# Ribblehead Viaduct
Het Ribblehead Viaduct is een Engels spoorwegviaduct in de vallei van de rivier de Ribble bij Ribblehead, in Noord-Yorkshire, Noord-Engeland.
Het is het langste en beroemdste viaduct van de Settle & Carlisle Line, een spoorlijn die door dat spectaculaire Britse landschap loopt. Ribblehead station ligt minder dan een halve mijl (600 m) ten zuiden van het viaduct. 
Het viaduct werd ontworpen door de ingenieur John Sydney Crossley. De eerste steen werd gelegd op 12 oktober 1870 en de laatste in 1874.  Het is 32 meter hoog en 402 meter lang.  Het is opgebouwd uit vierentwintig bogen. Het is gelegen aan de voet van de berg van Whernside. Het viaduct heeft een flauwe bocht die kan worden gezien door de passagiers in de trein. De treinreis van Settle naar Carlisle is lang genoeg om een vakantieganger in Yorkshire Dales prachtige landschappen te laten zien.
De Settle & Carlisle-lijn is een van de drie belangrijkste noord-zuid lijnen; samen met de West Coast Main Line via Penrith en de East Coast Main Line via Newcastle. British Rail deed een poging om de lijn te sluiten. Een latere gedeeltelijke oplossing was om een spoor te gebruiken op het viaduct. De eventuele sluitingsplannen veroorzaakten enorm protest en werden uiteindelijk ingetrokken. Het viaduct werd samen met de rest van de lijn  gehandhaafd, en er zijn niet langer plannen om het te sluiten. 